# Мышца, опускающая нижнюю губу
Мышца, опускающая нижнюю губу (лат. Musculus depressor labii inferioris) несколько прикрыта мышцей, опускающей угол рта. Начинается от передней поверхности нижней челюсти, над началом предыдущей мышцы, кпереди от подбородочного отверстия, направляется вверх и вплетается в кожу нижней губы и подбородка.
Медиальные пучки этой мышцы у нижней губы переплетаются с такими же пучками одноимённой мышцы противоположной стороны.

## Функция
Оттягивает нижнюю губу вниз и несколько латерально, что в частности наблюдается при выражении отвращения.